# Ivy Joshua
Ivy Inez Joshua (geborene McQueen; * 25. Dezember 1924 in Grenada; † 1992 in Kingstown) war eine Politikerin (People’s Political Party) und die erste Frau im House of Assembly von St. Vincent und den Grenadinen.

## Leben
Ivy Inez McQueen wurde am 25. Dezember 1924 auf der Insel Grenada geboren. In Trinidad lernte sie Ebenezer Joshua (1908–1991) kennen. Das Paar heiratete 1943 in Britisch-Guayana. Zwei Jahre später kehrten sie nach Trinidad zurück, um dort für gewerkschaftliche Organisationen zu arbeiten, die Tubal Uriah Butler gegründet hatte. Im März 1951 wurden die Joshuas nach St. Vincent eingeladen, um in Ebenezers Heimat Arbeiterorganisationen mit aufzubauen.
Ivy Joshua gewann im September 1957 den Wahlkreis North Windward mit 2286 gegen 458 Stimmen. In den folgenden Wahlen 1961, 1966, 1967, 1972 und 1974 konnte sie diesen für die People’s Political Party verteidigen. Parteichef war Joshuas Ehemann, der von 1961 bis 1967 als Chefminister regierte. Zu ihrer Popularität trug mit bei, dass sie 1962 als Politikerin den „turbulenten“ Streik der Bentick-Zuckerfabrik anführte, bei dem die Arbeiter um Urlaubsgeld kämpften.
Ivy Joshua wurde 1960 zur Ministerin für Bildung und Wohnen ernannt. Nach den folgenden Wahlen wurde sie von 1961 bis 1964 Ministerin ohne Geschäftsbereich. Von 1972 bis 1974 diente sie als Parlamentarische Sekretärin. Nachdem die Koalition zerbrach, wurde 1974 Ivy Joshua Oppositionsführerin, während ihr Ehemann im Parlament die neue Koalition unterstützte. Fünf Jahre später verlor sie ihren Sitz gegen Peter R. Ballantyne von der St. Vincent Labour Party (SVLP).
Ivy Joshua starb 1992. „The Ivy Joshua Highway“ wurde ihr zu Ehren genannt.